# Cabucgayan
Cabucgayan (Bayan ng Cabucgayan) är en kommun i Filippinerna. Kommunen ligger på ön Biliran, och tillhör provinsen Biliran. Folkmängden uppgår till 17 691 invånare.
Cabucgayan är indelat i 13 barangayer.